# Xã Graf, Quận Kidder, Bắc Dakota
Xã Graf (tiếng Anh: Graf Township) là một xã thuộc quận Kidder, tiểu bang Bắc Dakota, Hoa Kỳ. Năm 2010, dân số của xã này là 20 người.